# Junior (Albania)
Junior es un canal de televisión privado de Albania perteneciente a Top Media Group. Se trata de un canal infantil y adolescente. Está disponible en televisión digital terrestre a través de DigitAlb y en plataformas de cable.

## Historia
El canal inició emisiones el 20 de abril de 2005, siendo el segundo canal infantil de DigitAlb después de Bang Bang.
Desde entonces el canal emite una programación dirigida a un público de edad entre 10 y 18 años, con series, películas y producciones propias, así como de Nickelodeon, Disney Channel, entre otros.